# Liste der Kulturgüter in Safiental
Die Liste der Kulturgüter in Safiental enthält alle Objekte in der Gemeinde Safiental im Kanton Graubünden, die gemäss der Haager Konvention zum Schutz von Kulturgut bei bewaffneten Konflikten, dem Bundesgesetz vom 20. Juni 2014 über den Schutz der Kulturgüter bei bewaffneten Konflikten sowie der Verordnung vom 29. Oktober 2014 über den Schutz der Kulturgüter bei bewaffneten Konflikten unter Schutz stehen.
Objekte der Kategorien A und B sind vollständig in der Liste enthalten, Objekte der Kategorie C fehlen zurzeit (Stand: 13. Oktober 2021).

## Kulturgüter
| Foto |                                                                                  | Objekt                                             | Kat. | Typ | Standort                                  | Beschreibung |
| ---- | -------------------------------------------------------------------------------- | -------------------------------------------------- | ---- | --- | ----------------------------------------- | ------------ |
| ja   | Datei hochladen · Wikidata zu Reformierte Kirche Tenna (Q2137092)                | Reformierte Kirche KGS-Nr.: 3342                   | A    | G   | Tenna, Mitte 40 745268 / 179111           |              |
| ja   | Datei hochladen · Wikidata zu Jooshaus (Q1703546)                                | Wohnhaus mit Stallscheune, Haus Joos KGS-Nr.: 3379 | A    | G   | Valendas, Freissen 7 740700 / 183519      |              |
| ja   | Datei hochladen · Wikidata zu Türalihus (Q1666758)                               | Türalihus KGS-Nr.: 9102                            | A    | G   | Valendas 740800 / 183549                  |              |
| ja   | Datei hochladen · Wikidata zu Haus Heimatmuseum, Camana-Boden (Q29784999)        | Haus Heimatmuseum, Camana-Boden KGS-Nr.: 3192      | B    | G   | Safien, Camanerstrasse 741700 / 170224    |              |
| ja   | Datei hochladen · Wikidata zu Reformierte Kirche Safien Platz (Q2137022)         | Reformierte Kirche KGS-Nr.: 3193                   | B    | G   | Safien, Platz 743680 / 171380             |              |
| ja   | Datei hochladen · Wikidata zu Thalkirch, Haus Under Tura u. Speicher (Q29785007) | Haus Under Tura und Speicher KGS-Nr.: 3194         | B    | G   | Safien, Thalkirch 740780 / 165390         |              |
| ja   | Datei hochladen · Wikidata zu Reformierte Kirche Valendas (Q2137115)             | Reformierte Kirche KGS-Nr.: 3380                   | B    | G   | Valendas, Kirchweg 740740 / 183570        |              |
| ja   | Datei hochladen · Wikidata zu Reformierte Kirche Thalkirch (Q1532366)            | Evangelische Kirche KGS-Nr.: 10773                 | B    | G   | Safien, Thalkirch 741000 / 166835         |              |
| ja   | Datei hochladen · Wikidata zu Zalöner Hütten, Alpgebäude (Q29785013)             | Zalöner Hütten, Alpgebäude KGS-Nr.: 10774          | B    | G   | Safien, Zalöner Alp 742604 / 173411       |              |
| ja   | Datei hochladen · Wikidata zu Wohnhaus Buchli (Q29785012)                        | Wohnhaus Buchli KGS-Nr.: 10775                     | B    | G   | Safien, Inner Zalön 14 743110 / 172495    |              |
| ja   | Datei hochladen · Wikidata zu Grau Hus (Q29785001)                               | Grau Hus KGS-Nr.: 10833                            | B    | G   | Valendas, Hauptstrasse 17 740775 / 183509 |              |
| ja   | Datei hochladen · Wikidata zu Unteres Marchionhaus (Q29785009)                   | Unteres Marchionhaus KGS-Nr.: 10834                | B    | G   | Valendas, Winkel 51 740861 / 183567       |              |
| ja   | Datei hochladen · Wikidata zu Oberes Marchionhaus (Q29785005)                    | Oberes Marchionhaus KGS-Nr.: 10835                 | B    | G   | Valendas, Winkel 29 740840 / 183590       |              |
| ja   | Datei hochladen · Wikidata zu Reformierte Kirche Versam (Q2137121)               | Evangelische Kirche KGS-Nr.: 10839                 | B    | G   | Versam, Kirchweg 744860 / 184314          |              |
| ja   | Datei hochladen · Wikidata zu Grosshus (Q29785003)                               | Grosshus KGS-Nr.: 10840                            | B    | G   | Versam, Hauptstrasse 1 744630 / 184333    |              |